# 张利文
张利文（1967年2月—），女，汉族，内蒙古固阳人，中华人民共和国政治人物。现任内蒙古环保投资集团有限公司常务副总经理。第十三、十四届全国政协委员。